# Monkey Business (1931)
Monkey Business (bra: Os Quatro Batutas; prt: A Culpa Foi do Macaco) é um filme estadunidense de 1931, do gênero comédia, dirigido por Norman Z. McLeod. Primeiro filme dos Irmãos Marx escrito diretamente para o cinema (os outros dois foram adaptações de espetáculos na Broadway), é também o primeiro que eles rodaram em Hollywood.

## Sinopse
Groucho, Harpo, Chico e Zeppo viajam como clandestinos em um transatlântico de luxo que se dirige a Nova Iorque. Em meio a piadas, confusões, palhaçadas diversas e imitações de Maurice Chevalier, eles acabam se envolvendo com dois gângsteres inimigos. Ao desembarcarem, a filha de um deles, namorada de Zeppo, é sequestrada pelo rival e cabe aos Irmãos Marx resgatá-la.

## Elenco
| Ator/Atriz         | Personagem            |
| ------------------ | --------------------- |
| Groucho Marx       | Groucho               |
| Harpo Marx         | Harpo                 |
| Chico Marx         | Chico                 |
| Zeppo Marx         | Zeppo                 |
| Rockliffe Fellowes | J.J. 'Big Joe' Helton |
| Harry Woods        | Alky Briggs           |
| Thelma Todd        | Lucille Briggs        |
| Ruth Hall          | Mary Helton           |